# Kościół Santa Maria al Monte dei Cappuccini w Turynie
Kościół Santa Maria al Monte dei Cappuccini w Turynie – rzymskokatolicki kościół zlokalizowany we wschodniej części centrum włoskiego Turynu, na wzgórzu Monte dei Cappuccini (284 m n.p.m.), przy Piazzale Monte dei Cappuccini.

## Historia

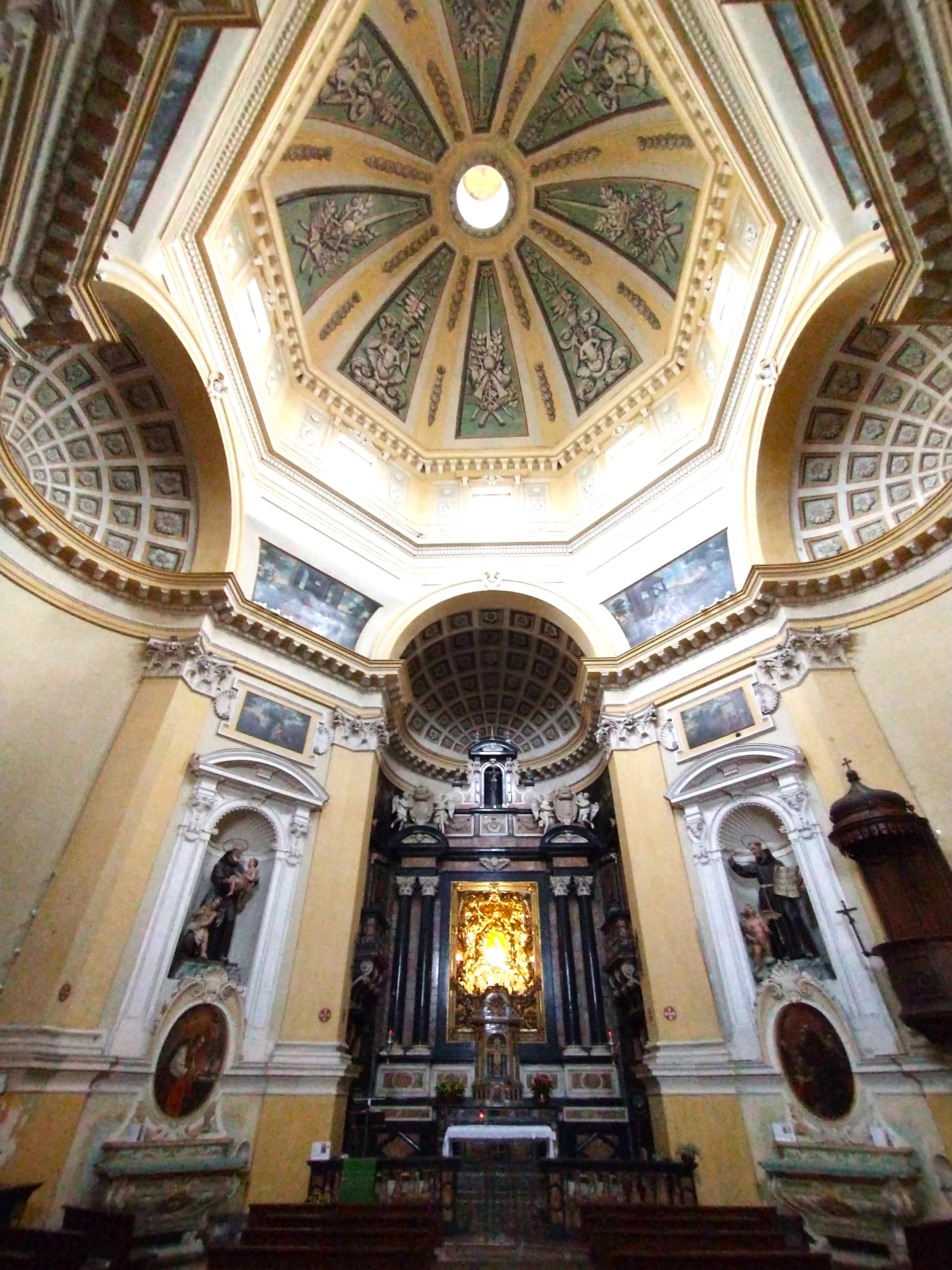
Wnętrze z ołtarzem

Król Karol Emanuel I Wielki w końcu XVI wieku podarował kapucynom ziemię na wzgórzu, która wcześniej była jego prywatną własnością, z przeznaczeniem na klasztor. Prace budowlane ciągnęły się około sto lat. Najpierw postawiono renesansowy klasztor (1590), a kościół ukończono dopiero sto lat później, już w stylu barokowym. Powstał według projektu Ascanio Vitozziego. Konsekrowano go w 1656.
Zakonnicy heroicznie pomagali podczas epidemii dżumy, jaka nawiedziła Turyn w 1630, której ofiarą padła znaczna część ludności miasta. Wspomina się również, że w 1640 podczas oblężenia Turynu przez Francuzów, miał tutaj miejsce cud eucharystyczny, który zniechęcił najeźdźców do splądrowania obiektu. Epizod ten jest przedstawiony na płótnie wystawionym w kościele. W epoce napoleońskiej zakony zakonne zostały zlikwidowane, a w konsekwencji klasztor również przestał funkcjonować. Budynek przeznaczono do innych zastosowań. W czasie bombardowań II wojny światowej znacznie ucierpiał.
W 1989 prace konserwatorskie przy kościele doprowadziły do odkrycia dwóch szkieletów zakopanych w samej świątyni i w klasztornym ogrodzie. Pierwszy mógł należeć do ojca Cherubina Fourniera z Maurienne, człowieka związanego z kilkoma istotnymi postaciami Turynu w XVII wieku. W ogrodzie znaleziono natomiast szczątki hrabiego Filippo d'Agliè, osoby blisko związanej z tutejszymi kapucynami.

## Architektura
Budynek ma plan krzyża greckiego, zwieńczonego kopułą z ośmiokątnym tamburem. Ołtarz główny jest dziełem Carla i Amedeo di Castellamonte (1634-1637).
Z tarasów przy świątyni rozpościera się panoramiczny widok na miasto.